# Teodor Macapula
Teodor Macapula IVE (ukránul: Теодор Мацапула, szül. Andrij Macapula) (Krilosz, 1981. augusztus 21. –) ukrán szerzetespap, munkácsi görögkatolikus püspök.

## Pályafutása
2000-ben tanárképzést kezdett a Kárpátmelléki Vaszil Sztefanik Nemzeti Egyetemen. 2001-ben belépett az ivano-frankivszki szemináriumba, majd a Megtestesült Ige Intézete (Instituto del Verbo Encarnado, IVE) misszionáriusainak noviciátusába. 2002-től 2008-ig Segniben (Olaszország) tanult a San Vitaliano-szemináriumban és a Szent Brúnó Felsőfokú Tanulmányok Központjában.
Ukrán anyanyelve mellett oroszul, olaszul, spanyolul, lengyelül és angolul beszél.
Szerzetesi nevét – Teodor – 2002-ben, első fogadalmakor kapta, boldog Romzsa Tódor vértanú püspök után. 2007-ben tett örökfogadalmat. 2008. február 10-én szentelte pappá Volodimir Vijtisin ivano-frankivszki görögkatolikus püspök.
A szibériai és távol-keleti görögkatolikusok körében végzett missziós munkát. 2013-ban Kárpátalján szolgált, majd 2019-ig a Megtestesült Ige Intézete ukrajnai tartományfőnöke volt. 2017-től a Munkácsi görögkatolikus egyházmegye szerzetesi ügyekért felelős helynökeként szolgált.
2018-ban bölcsészdiplomát szerzett a Kárpátmelléki Vaszil Sztefanik Nemzeti Egyetem, 2022-ben pedig pasztorális teológiai licenciátust a lvivi Ukrán Katolikus Egyetemen.

### Püspöki pályafutása
2024. május 8-án Ferenc pápa munkácsi görögkatolikus püspökké nevezte ki. Július 16-án szentelte püspökké az ungvári Szent Kereszt felmagasztalása-székesegyházban Volodimir Vijtisin ivano-frankivszki görögkatolikus érsek, Jonáš Jozef Maxim eperjesi görögkatolikus érsek és Nyil Luscsak munkácsi görögkatolikus segédpüspök segédletével, Kocsis Fülöp hajdúdorogi érsek-metropolita, Orosz Atanáz miskolci és Szocska Ábel nyíregyházi megyéspüspökök jelenlétében.